# 唇
哺乳類における唇（くちびる、英: lip）は、口裂を囲み口腔の前方を覆う軟部組織である。脣、口唇（こうしん）とも。

## 構造

ヒト頭部矢状面。7番が上下唇

この節では赤い「くちびる」より広い、解剖学的な「口唇」の構造を説明する。
口唇は鼻唇溝を上外側の、鼻の下部を上側の、オトガイ唇溝を下側の境界とし、口腔前方を覆っている。上側は鼻と、下側はおとがいと接し、外側は頬と連続している。この覆いは閉じた前壁ではなく裂隙である口裂をもった開口部である。
口唇は横に長い口裂を上下に囲んでいる。口裂より上部は上唇（じょうしん、うわくちびる、英: upper lip）、口裂より下部は下唇（かしん、したくちびる、英: lower lip）と呼ばれる。上唇と下唇は同じ基本構造をもつ一方で、人中など一部の構造に違いがある。
口唇は全体が軟部組織によって構成されており、皮膚/粘膜・筋・血管・神経・腺などからなる。

### 表面構造
口唇の表面は顔面側で皮膚に、口腔前庭側で口腔粘膜に覆われている。
口腔粘膜に近い口唇の皮膚は通常の顔面皮膚より薄くなっており、これにより皮下の血管色が反映されて紅色にみえる。この領域は赤唇部（せきしんぶ、英: vermilion）と呼ばれる。赤唇部と顔面皮膚の境界線は赤唇縁（せきしんえん、英: vermilion border）という。赤唇部を指して「くちびる」と俗称する場合もある。
赤唇縁より外側にある口唇の皮膚は白唇部（はくしんぶ、英: white lip）と呼ばれる。上唇では白唇部の正中に人中と呼ばれる垂直方向の溝があり、その両脇はやや盛り上がっている。
口腔前庭側には口唇と歯肉を繋ぎ止める粘膜ヒダである正中口唇小帯（英: median labial frenulum）が存在する。とくに上唇のものを上唇小帯（じょうしんしょうたい、英: superior labial frenulum）、下唇のものを下唇小帯（かしんしょうたい、英: inferior labial frenulum）という。

### 内部構造
口唇は厚みのある構造体であり、その内部には複数の組織が存在する。
口唇の内部には口裂の主たる括約筋である口輪筋が存在する。口輪筋は唇全体を口の字状に囲むように、赤唇部から白唇部まで含めた太い帯として唇の内部に存在している。また口輪筋の外周にあたる唇の領域にも他の顔面表情筋が存在し唇の動きに関与する（頬筋，上唇挙筋，大頬骨筋，小頬骨筋，口角挙筋，下唇下制筋，口角下制筋，広頚筋など）。

## 特徴

### 形状

#### ヒト赤唇部の形状

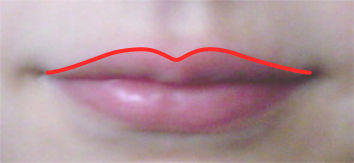
唇と上唇赤唇縁

ヒトの唇のなかで赤唇部は目立つ部位であり、その形状はしばしば美学的に着目される（例: 口紅）。赤唇部の形状は表情筋の活動や下顎の位置によって柔軟に変動するが、ニュートラルな状態での基本的な形が存在する。
赤唇部は中央が幅広く、両端に向かって細くなる。そのため上唇・下唇合わせると木の葉型の概形になる。より詳細に見ていくと上唇と下唇で形状に差がある。上唇の白唇部に人中とその両脇の隆起があるため（詳細は#表面構造）、赤唇縁はそれに沿ったふたこぶ型になっている。この形は天使の弓とも呼ばれる。更に下唇は上唇よりやや幅広い。この上下非対称の形状を唇型ということがある。
赤唇部の形状には個人差があり、形状を美的に分類分けする場合もある。

### その他
このヒト特有の唇は口腔の外にあるが、解剖学的には外胚葉性の皮膚ではなく内胚葉性である。
多くの哺乳類ではその縁は次第に薄くなるが、ヒトの場合はひだの内側が外側にめくれ出て、分厚くなっていることが大きな特徴である。類人猿においては、ヒトの様な粘膜が外に現れた唇はなく、皮膚の部分のみしかない。しかし、内側の粘膜を自らめくって表に現す行動が見られる。

## 役割

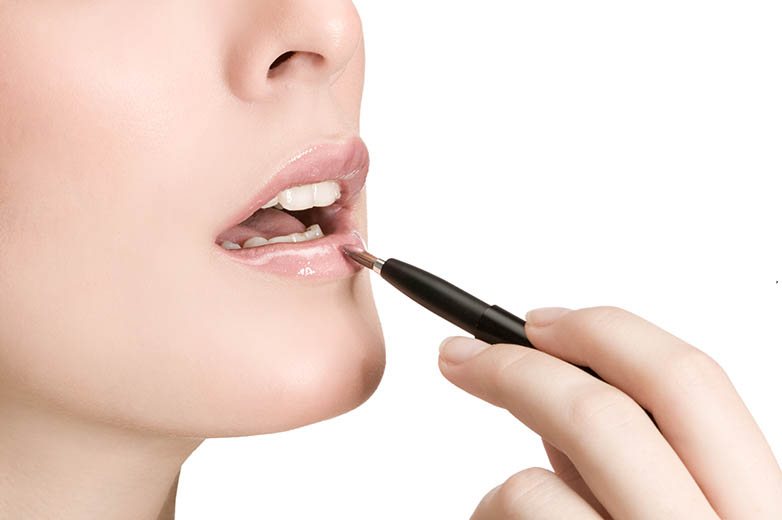
口紅による装飾

ひだ全体を指す唇の方は随意的にある程度自由に動かすことができ、飲食の際に口から食物が出ないようにする役割を持つ。ヒトの場合、発声の際にこれを調節し、口笛などはこの部分で発音する。また表情の形成に重要な役割を果たす。のように色を塗ってこれを装飾することや、穴を開ける（ピアス）などの方法でこれを強調する方法が様々な民族で見られる。
他方、ヒトの性行為に於いて、唇の接触は重要な意味を持つ。唇同士の接触はキス（接吻）と呼ばれる。また、唇による他の部位への愛撫も様々に行なわれる。一説によれば、ヒトに独特のめくれた赤い唇は女性性器の模倣である。たとえば性的に興奮すると腫れぼったくなったり、その表面が濡れて光るのを色っぽいと感じるあたりにその可能性が感じられる。ただし、男性においてもみられることから女性器の模倣とする説の根拠は薄い、また赤くめくれた唇はヒト独自ではなく、キンシコウなどの猿にも見られる特徴であるが、これらでは主にオスの方に発達する。

## 慣用句
- 唇を噛む: 悔しさなどをこらえる
- 唇を反す（翻す）: 悪口を言う
- 唇を盗む: 相手の意向に関わりなくキスをする
- 唇を尖らす: 不満げな顔つき
- 唇亡びて（尽きて）歯寒し: 利害関係のある一方が滅びると、他方にも影響が出る（春秋左氏伝より）
- たらこ唇: 厚い唇の形容

## 節足動物の場合
節足動物の口器は主として付属肢に由来する構造からなり、そのため左右の対をなす構造からなるが、これに口の前後に配置して前後方向に動く構造が加わる場合があり、これに唇の名が与えられる例がある。口の前にあるものを上唇（じょうしん）、後ろにあるものを下唇（かしん）といい、これらは互いに異なった由来を持つ。